# Kānī Bard
Kānī Bard (persiska: کانی برد) är en ort i Iran.   Den ligger i provinsen Kurdistan, i den nordvästra delen av landet, 500 km väster om huvudstaden Teheran. Kānī Bard ligger 1 407 meter över havet och antalet invånare är 169.
Terrängen runt Kānī Bard är huvudsakligen kuperad, men åt sydväst är den bergig.Runt Kānī Bard är det ganska tätbefolkat, med 93 invånare per kvadratkilometer. Närmaste större samhälle är Ārmardeh, 19,8 km sydost om Kānī Bard. Trakten runt Kānī Bard består i huvudsak av gräsmarker.